# Église Saint-Aignan de Poilly-sur-Serein
L'église Saint-Aignan est une église catholique située à Poilly-sur-Serein, dans le département français de l'Yonne, en France,.

## Historique
L'édifice est classé au titre des monuments historiques en 1910.